# Солотвинський (притока Стужиці)
Солотвинський — струмок в Україні, у Великоберезнянському районі Закарпатської області. Ліва притока Уга (Стужиці)(басейн Дунаю).

## Опис
Довжина струмка приблизно 5,1 км.

## Розташування
Бере початок на сході від гори Коньчіві. Тече переважно на південний захід і у Стужиці впадає у річку Уг, праву притоку Ужа.